# خورشید (ترانه)
خورشید (به آلمانی: Sonne)، ترانه‌ای از آلبوم مادر گروه آلمانی رامشتاین است. این ترانه اولین تک‌آهنگ آلبوم مادر است.
موزیک ویدئو این ترانه اعضای گروه رامشتاین را به صورت کوتوله‌هایی نشان می‌دهد که باید در یک معدن به دنبال طلا بگردند و آن‌ها را برای سفید برفی بیاورند.